# 乐刻
乐刻，又稱樂刻運動或樂刻健身，是中華人民共和國一家健身公司，設有健身門店，同時業務涵蓋健身互聯網線上平台。樂刻由杭州乐刻网络技术有限公司負責運營，創始人為韩伟，成立於2015年。2021年5月，乐刻发布居家健身品牌LITTA以及推出首款家庭智能健身镜。截至2021年8月，乐刻在中華人民共和國已拥有700多家门店。

## 外部連結
- 官方网站